# Moulins-le-Carbonnel
Moulins-le-Carbonnel és un municipi francès situat al departament del Sarthe i a la regió de País del Loira. L'any 2007 tenia 730 habitants.

## Demografia

### Població
El 2007 la població de fet de Moulins-le-Carbonnel era de 730 persones. Hi havia 308 famílies de les quals 76 eren unipersonals (48 homes vivint sols i 28 dones vivint soles), 120 parelles sense fills, 108 parelles amb fills i 4 famílies monoparentals amb fills.
La població ha evolucionat segons el següent gràfic:
Habitants censats

### Habitatges
El 2007 hi havia 374 habitatges, 307 eren l'habitatge principal de la família, 45 eren segones residències i 22 estaven desocupats. 366 eren cases i 7 eren apartaments. Dels 307 habitatges principals, 224 estaven ocupats pels seus propietaris, 75 estaven llogats i ocupats pels llogaters i 8 estaven cedits a títol gratuït; 5 tenien una cambra, 34 en tenien dues, 63 en tenien tres, 94 en tenien quatre i 111 en tenien cinc o més. 197 habitatges disposaven pel capbaix d'una plaça de pàrquing. A 133 habitatges hi havia un automòbil i a 145 n'hi havia dos o més.

### Piràmide de població
La piràmide de població per edats i sexe el 2009 era:
| Homes | Edats   | Dones |
| ----- | ------- | ----- |
| 0     | 95 o +  | 0     |
| 4     | 90 a 94 | 8     |
| 0     | 85 a 89 | 16    |
| 4     | 80 a 84 | 12    |
| 16    | 75 a 79 | 16    |
| 16    | 70 a 74 | 20    |
| 24    | 65 a 69 | 12    |
| 8     | 60 a 64 | 20    |
| 20    | 55 a 59 | 4     |
| 24    | 50 a 54 | 20    |
| 36    | 45 a 49 | 36    |
| 44    | 40 a 44 | 12    |
| 8     | 35 a 39 | 32    |
| 8     | 30 a 34 | 8     |
| 28    | 25 a 29 | 20    |
| 16    | 20 a 24 | 16    |
| 28    | 15 a 19 | 16    |
| 28    | 10 a 14 | 8     |
| 28    | 5 a 9   | 12    |
| 24    | 0 a 4   | 4     |

## Economia
El 2007 la població en edat de treballar era de 480 persones, 349 eren actives i 131 eren inactives. De les 349 persones actives 324 estaven ocupades (180 homes i 144 dones) i 25 estaven aturades (15 homes i 10 dones). De les 131 persones inactives 53 estaven jubilades, 39 estaven estudiant i 39 estaven classificades com a «altres inactius».

### Ingressos
El 2009 a Moulins-le-Carbonnel hi havia 308 unitats fiscals que integraven 733 persones, la mediana anual d'ingressos fiscals per persona era de 16.254 €.

### Activitats econòmiques
Dels 19 establiments que hi havia el 2007, 1 era d'una empresa alimentària, 1 d'una empresa de fabricació d'altres productes industrials, 5 d'empreses de construcció, 2 d'empreses de comerç i reparació d'automòbils, 2 d'empreses d'hostatgeria i restauració, 1 d'una empresa d'informació i comunicació, 1 d'una empresa immobiliària, 3 d'empreses de serveis, 2 d'entitats de l'administració pública i 1 d'una empresa classificada com a «altres activitats de serveis».
Dels 6 establiments de servei als particulars que hi havia el 2009, 2 eren paletes, 1 guixaire pintor, 1 lampisteria i 2 restaurants.
Dels 2 establiments comercials que hi havia el 2009, 1 era una botiga de menys de 120 m² i 1 una fleca.
L'any 2000 a Moulins-le-Carbonnel hi havia 30 explotacions agrícoles que ocupaven un total de 1.176 hectàrees.

## Equipaments sanitaris i escolars
El 2009 hi havia una escola elemental. Moulins-le-Carbonnel disposava d'un col·legi d'educació secundària amb 346 alumnes.

## Poblacions més properes
El següent diagrama mostra les poblacions més properes.